# Аманьё VII д’Альбре
Аманьё VII (Amanieu VII d’Albret) (ум. не ранее 1272) — сеньор д’Альбре с 1240.
Сын Аманьё VI и его первой жены Ассалиды де Тарта.
Был вынужден уступить англичанам Мийо (1255).
Первая жена — Виана де Гонто. Развелась с Аманьё VI на основании того, что его отец был её крёстным отцом. От неё — не менее двоих детей, в том числе:
- Анна (ум. после 1 декабря 1287).

Вторая жена (свадьба между 1257 и 1259 г.) — Мата де Бордо (ум. не ранее 1281), дочь Пьера де Бордо, капталя де Бюш, вдова Экеля-Гелема II, сеньора де Леспарр.
Дети:
- Бернар Эзи IV (ум. 24 декабря 1280), сеньор д’Альбре
- Аманьё VIII (ум. 1324), сеньор д’Альбре с 1294
- Арно Аманьё
- Мата (р. 1262/1270, ум. после 1281)
- Арно-Аманьё, умер в детстве
- Ассалида (ум. не ранее 1286), муж — Сантюль III, граф д’Астарак